# Festivalul Internațional de Film de la Toronto
Festivalul Internațional de Film de la Toronto (Toronto International Film Festival, TIFF, de multe ori stilizate ca tiff.) este unul dintre cele mai mari festivaluri de film din lume deschis publicului larg, care atrage peste 480.000 de oameni anual. De la înființarea sa în 1976, TIFF a devenit o destinație permanentă pentru iubitorii filmului; festivalul operează în centrul cultural TIFF Bell Lightbox, aflat în centrul orașului Toronto.
În fiecare an, TIFF Bell Lightbox oferă proiecții, prelegeri, discuții, festivaluri, ateliere de lucru, sprijin din partea industriei și șansa de a întâlni cineaști din Canada și din întreaga lume. TIFF Bell Lightbox este situat în colțul de nord-vest al străzilor King Street și John Street în centrul orașului Toronto.
În 2016, 397 de filme din 83 de țări au fost difuzate pe 28 de ecrane în centrul orașului Toronto, fiind urmărite de aproximativ 480.000 de participanți, din care 5.000 fiind profesioniști ai industriei cinematografice. TIFF începe joi noaptea după Ziua Muncii (prima zi de luni din septembrie în Canada) și durează unsprezece zile.
Fondat în 1976, TIFF este acum unul dintre cele mai mari și mai prestigioase evenimente de acest gen din lume. În 1998, revista Variety a recunoscut că TIFF "este al doilea după Cannes". În 2007, Time a remarcat că TIFF "a crescut de la a fi cel mai influent festival de film de toamnă la cel mai influent festival de film".

## Legături externe
- http://tiff.net/ Site-ul oficial